# Treksprinkhaan
Treksprinkhanen (Engels: locusts) zijn een aantal sprinkhaansoorten uit de familie van de veldsprinkhanen (Acrididae), die zowel alleen als in groepen kunnen leven. Normaal leven zij solitair, maar onder bepaalde omstandigheden vormen zij grote zwermen, op zoek naar voedsel. In deze zogenaamde gregarische fase treden zij zo massaal op dat zij een sprinkhanenplaag gaan vormen, waarbij de sprinkhanen grote afstanden kunnen afleggen en zeer grote schade aanrichten.
Treksprinkhanen zijn geen afgebakende groep, maar bestaan uit soorten uit verschillende onderfamilies en geslachten. Opmerkelijk is dat niet alleen het gedrag van de sprinkhaan verandert, maar dat ook het uiterlijk via meerdere generaties door metamorfose van de normale vorm in de trekkende vorm verandert en ook weer terug naar de solitaire vorm. Door dit dualistische gedrag en zijn vermogen om zich over lange afstanden te verplaatsen onderscheidt de treksprinkhaan zich van de gewone sprinkhaan. Treksprinkhanen zijn eetbaar.

## Metamorfose van solitair naar zwerm

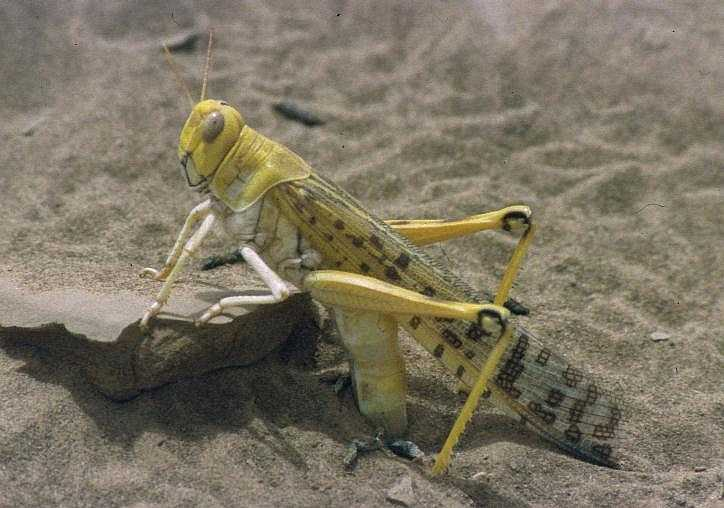
Eierleggende woestijnsprinkhaan

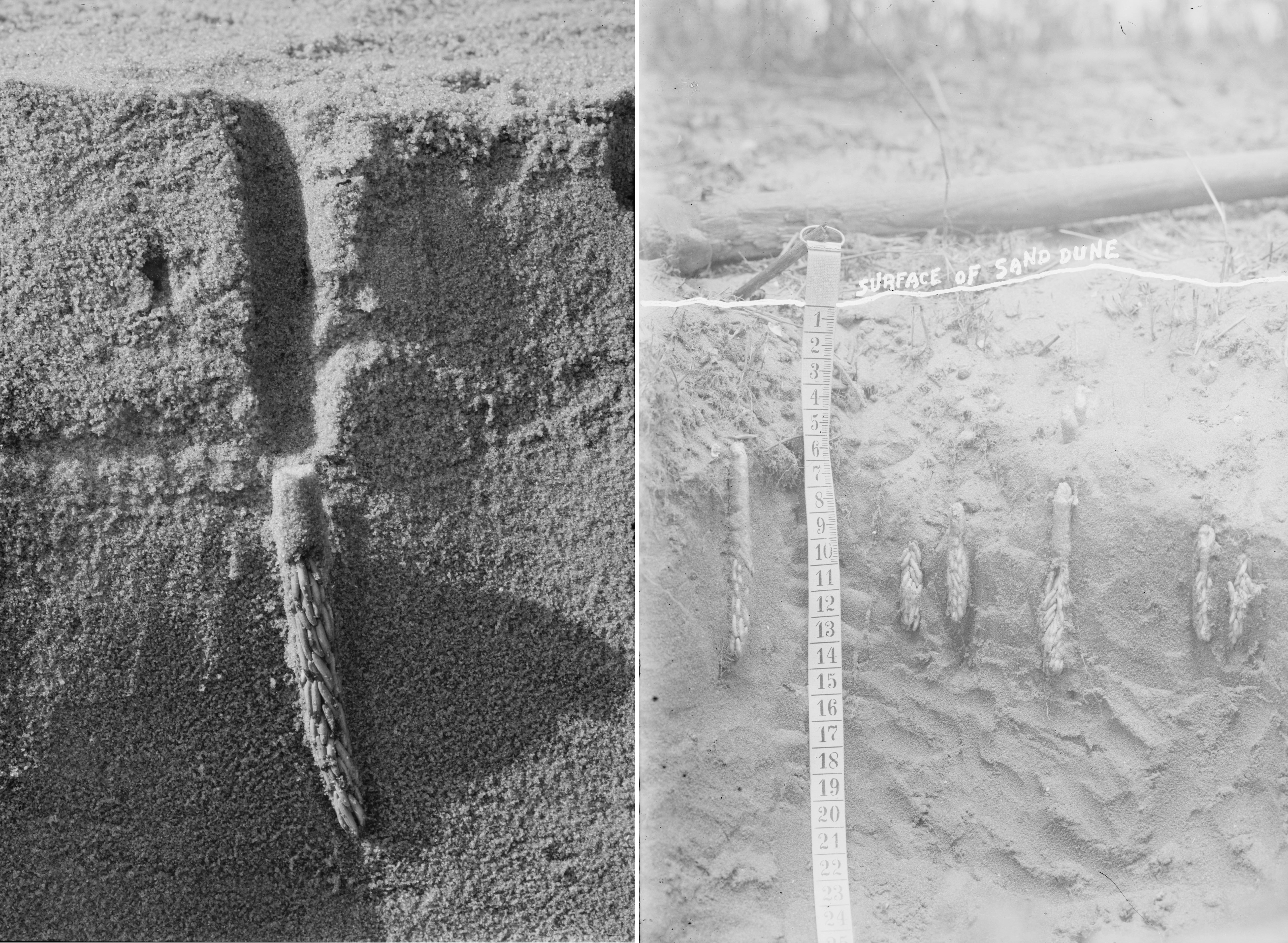
Ei-pakketten van de woestijnsprinkhaan tot 15 cm diep in het zand (1930)

De treksprinkhaan wordt onderscheiden van de gewone sprinkhaan door de eigenschap om zijn normale gedrag als solitair dier te veranderen in dat van een sociaal levend groepsdier en zijn vermogen om over lange afstanden te migreren.
Gewoonlijk leeft de treksprinkhaan als individu in zijn solitaire vorm. Afgezien van het paren, vermijdt hij dan soortgenoten en is onschadelijk. Na een periode van droogte gevolgd door voldoende regenval ontstaat er een uitbundige vegetatie. Zo komt er overvloedig voedsel voor de sprinkhanen beschikbaar. Bovendien is de zachte en vochtige bodem ideaal voor de eieren. Eipakketten – elk met enkele tientallen tot meer dan honderd eieren – die door verschillende individuen al voor de droogteperiode waren gelegd, ontwaken uit hun diapauze en komen massaal en gelijktijdig uit. Zo kunnen de treksprinkhanen zich snel voortplanten en hoge populatiedichtheden opbouwen. Er ontstaan dan een overbevolking.

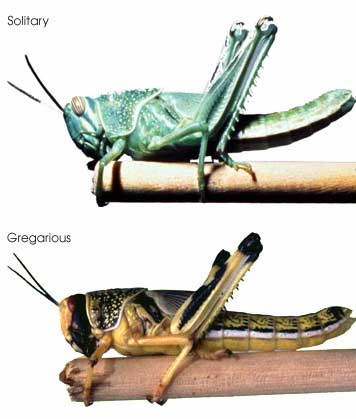
Jonge woestijnsprinkhanen. Boven de solitaire vorm, onder de zwermfase.

Bij een bepaalde dichtheid veranderen de sprinkhanen hun gedrag en beginnen zich te groeperen. De veranderingen in uiterlijk voltrekken zich langzamer en het duurt een of twee generaties, voordat de sprinkhanen hun volledig gregaire vorm hebben aangenomen. Kleur, gedrag, zwermgrootte en de mate waarin solitaire en gregaire vorm van elkaar verschillen per soort en zelfs per variëteit binnen een soort. Bij de Europese treksprinkhaan en de woestijnsprinkhaan zijn deze bijvoorbeeld zeer uitgesproken, terwijl bij Chortoicetes terminifera de veranderingen minimaal zijn. Ook andere factoren zijn van invloed, zoals tot welke tussen-generatie de sprinkhaan behoort tijdens de groepsvorming en de aard van de omgeving. Ook kan het groepsvormingsproces voortijdig worden omgekeerd, wanneer de groepsdichtheid afneemt.
Een enkele zwerm kan wel 1200 vierkante kilometer bedekken en uit 40 tot 80 miljoen exemplaren per vierkante kilometer bestaan. Het zwermgedrag ontstaat onder invloed van een verhoogde concentratie van de signaalstof serotonine in de hersenen, die vrijkomt wanneer de achterpoten van de individuen met elkaar in aanraking komen. Ook het aggregatie feromoon 4-vinylanisol speelt hierbij een belangrijke rol.

## Ontwikkeling en leefwijze
Bij de woestijnsprinkhaan, de verreweg meest voorkomende en schadelijke treksprinkhaan, komen de eieren onder gunstige omstandigheden twee weken na het leggen uit. De vleugelloze nimf (in het Engels hopper genoemd) lijkt al veel op een volwassen dier. Gewoonlijk werpt de nimf in vier tot zes weken tijd zijn huid vijf à zes keer af. Na de laatste vervelling heeft hij zich ontwikkeld tot een vliegende adult. Daarna wordt hij niet meer groter, maar neemt wel toe in gewicht. Hij eet dan per dag zijn eigen gewicht van circa twee gram aan voedsel. Een grote zwerm kan wel een paar honderd miljoen kilogram aan planten per dag verorberen en zodoende grote schade toebrengen. Afhankelijk van de omstandigheden is het volwassen dier na 3 weken tot 9 maanden – gemiddeld 2-4 maanden – volgroeid en kan dan zelf meestal 2 keer eieren leggen. Bij de gregaire woestijnsprinkhaan bevatten de eipakketten maximaal zo'n 80 eieren; bij solitaire vrouwtjes kan dit dubbel zoveel zijn. In zwermen worden vaak tientallen tot honderden pakketten per vierkante meter gelegd. Het totale aantal eieren kan enorm zijn, in Turkije werden tijdens een ernstige plaag meer dan zeven miljoen kilo aan eitjes verzameld, wat neer komt op 300 miljard exemplaren.

### Zwermgedrag
Groepen van nimfen kunnen in de zwermfase per dag een paar honderd meter tot zo'n anderhalve kilometer marcheren. Ze doen dit meestal overdag in één bepaalde richting en vaak met de wind mee. Solitaire volwassenen vliegen 's nachts, tot op een hoogte van 1800 meter. Zwermen vliegen overdag en met de wind mee en kunnen gemakkelijk 100 km of meer per dag afleggen. Ze wachten op de warme en vochtige lucht in depressies en komen zo vanzelf in een gunstige omgeving terecht. Een zwerm woestijnsprinkhanen bestaat uit wel 20 tot 150 miljoen exemplaren per vierkante kilometer, gemiddeld zo'n 50 miljoen. De dichtheid gaat tot 10 exemplaren per m3.
Sommige wetenschappers verklaren het zwermgedrag uit de neiging tot kannibalisme bij treksprinkhanen. Een individu binnen een zwerm beweegt zich weg van een naderende soortgenoot in de richting van een andere zich verwijderende buurman, volgens deze hypothese om te voorkomen dat hij door zijn buur wordt opgegeten. Deze beweging zet zich voort door de hele zwerm heen. Ook nimfen vertonen al zulk gesynchroniseerd bewegingsgedrag. Het verklaart dat dit gedrag pas ontstaat wanneer de populatie een bepaalde dichtheid heeft bereikt. Wanneer de totale populatie aanzienlijk is afgenomen, keert het solitaire gedrag weer terug en lost de zwerm weer op.

## Sprinkhanenplagen

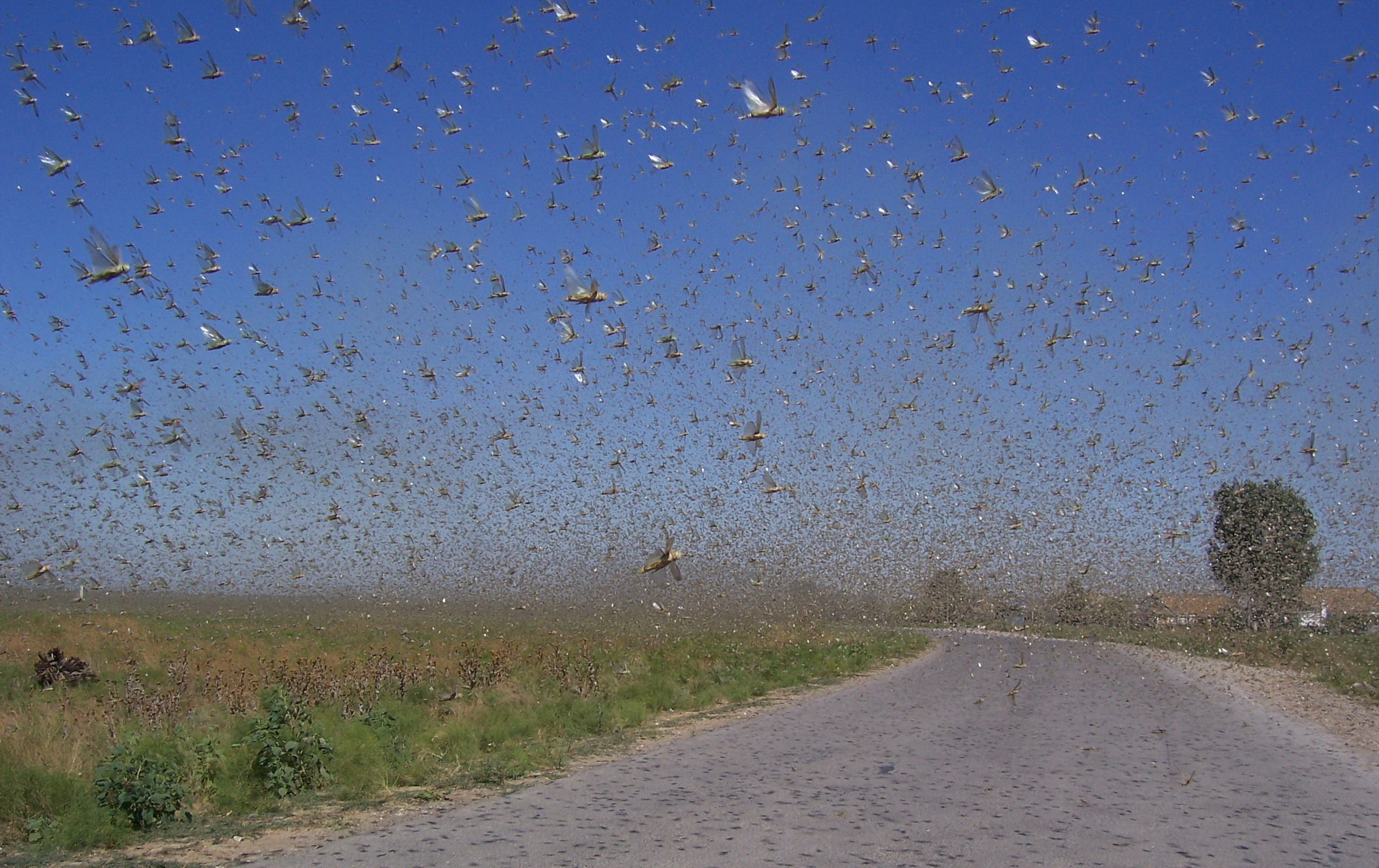
Zwerm sprinkhanen in Rusland, 2011

Wanneer treksprinkhanen zich in de zwermfase (de gregarische fase) hebben samengevoegd tot een enorme groep van individuen, worden hele oogsten binnen enkele uren verslonden. Bovendien kunnen ze zich vliegend over grote afstanden verplaatsen, van plek tot plek rondtrekkend op zoek naar nieuw voedsel. Zij kunnen zulke grote afstanden afleggen door zich met de wind mee te laten voeren.
Hun vraatzucht leidt tot ernstige hongersnoden. Een vierkante kilometer grote sprinkhanenzwerm kan per dag het voedsel voor 35.000 mensen consumeren; een gemiddelde zwerm de hoeveelheid die 2.500 mensen kan voeden.

### Verspreiding

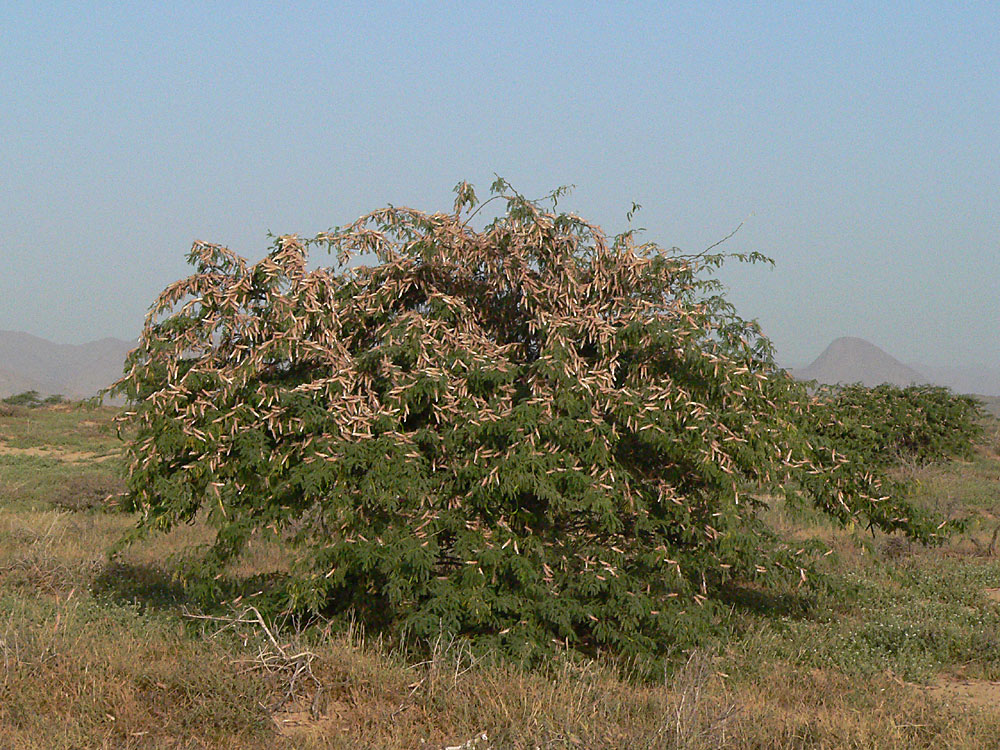
Groep woestijnsprinkhanen, neergestreken op bomen

In de solitaire fase beperkt het leefgebied van de meest wijdverbreide woestijnsprinkhaan (Schistocerca gregaria) zich gewoonlijk tot lokale droge gebieden – woestijnen of halfwoestijnen – globaal verspreid in een band van zo'n 16 miljoen vierkante kilometer, over Noord-Afrika, het Midden-Oosten en Zuidwest-Azië. Deze band loopt door circa 30 landen van de Sahara via het Arabisch Schiereiland tot aan noordwest India. Wanneer de omstandigheden voor het zwermen gunstig zijn, kunnen groepen zich ook meer het noorden, zuiden of oosten van dit gebied verplaatsen. De zwermen kunnen wel 60 landen bereiken tot aan Portugal, Spanje, zuidwest Azië en Zuid-Rusland en in Afrika verder naar het zuiden, soms zelfs tot in de Caraïben.
Vanaf juni 2019 trokken bijvoorbeeld zwermen woestijnsprinkhanen over delen van Ethiopië. Zij bedekten aanvankelijk een oppervlakte van 174 vierkante kilometer en consumeerden zo'n 8.700.000 kg aan planten per dag. Ondanks sproeien met gif bleef de plaag zich uitbreiden en bedekte in november al ruim 350 km2, daarbij zo'n 18 miljoen kg groen per dag wegvretend. In februari 2020 hadden de zwermen zich al over 8 landen verspreid. In het noordoosten van Kenia werd na overstromingen, volgend op aanhoudende droogte, een enorme zwerm van nimfen waargenomen van 60 km lang en 40 km breed.
Naast de woestijnsprinkhaan zijn er nog meer dan tien andere soorten treksprinkhanen, verspreid over Afrika en Azië (zie onderstaande tabel).
De opwarming van het klimaat heeft ook invloed op de sprinkhaanpopulaties. Hogere temperaturen, meer extreme regenval en versterking van El Niño en La Niña, met meer overstromingen en cyclonen, kunnen in de toekomst mogelijk leiden tot meer sprinkhanenplagen in meer gebieden. De sprinkhanen kunnen zich sneller ontwikkelen en mogelijk een extra generatie voortbrengen. Zij kunnen daarbij nieuwe gebieden veroveren.

### Bestrijding
Sprinkhanenplagen zijn moeilijk te bestrijden vanwege de omvang van de zwermen, de verplaatsing van de zwermen over grote afstanden tot duizenden kilometers en het omvangrijke verspreidingsgebied met vaak verafgelegen en moeilijk te bereiken plaatsen. Er zijn diverse methoden om sprinkhanenplagen enigszins te beheersen:
Sproeien met gif

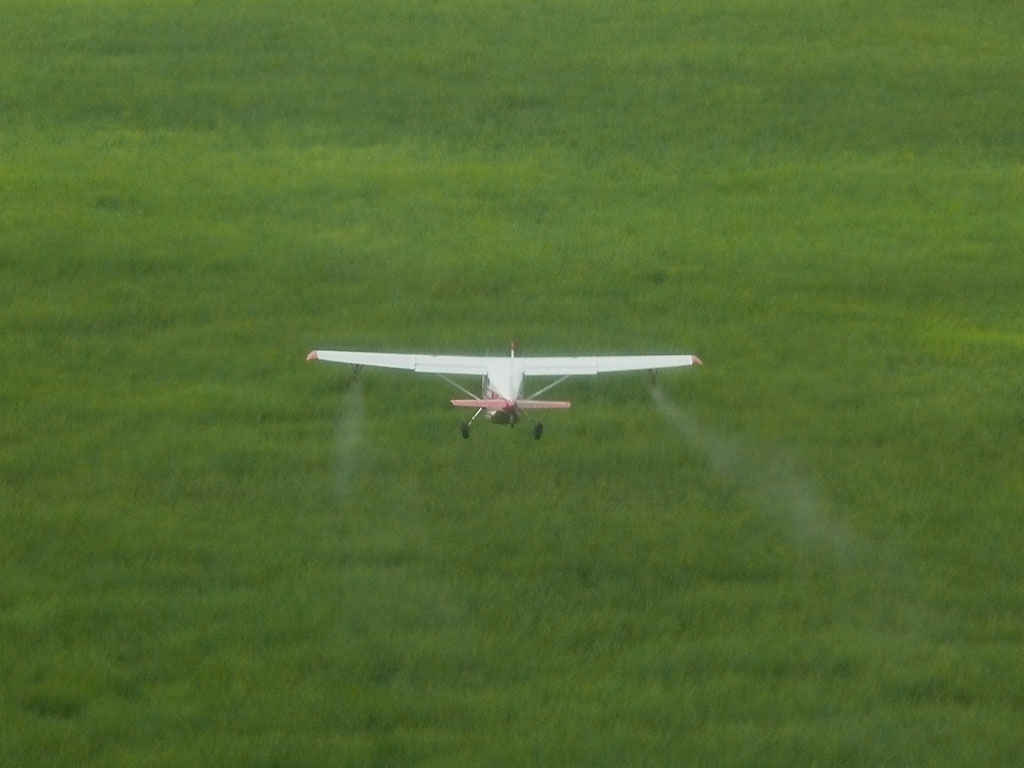
sproeivliegtuig boven Iku Katavi National Park, Tanzania, 2009

Het besproeien van de velden waar de sprinkhanen zich bevinden is de meest gebruikelijke bestrijdingsmethode. Deze methode is zeer kostbaar en schadelijk voor mens en natuur. Vanaf de grond kan dit te voet met draagbare spuitapparatuur of rijdend vanuit sproeivoertuigen. Het meest effectief is bestrijding vanuit de lucht met behulp van sproeivliegtuigen. De inzet van drones voor het opsporen en bestrijden van zwermen is een nieuwere methode.
Doorgaans worden insecticiden ingezet. Meestal worden daarvoor organofosfaten in kleine geconcentreerde doses ingezet door middel van sproeiers op vrachtwagens of vliegtuigen.
Biologische bestrijding

Milieuvriendelijker is het gebruik van een biologisch bestrijdingsmiddel (biopesticide). Dat kunnen natuurlijk voorkomende entomopathogene schimmels zijn, die de natuurlijke vijanden van de sprinkhanen zoals parasitaire wespen en roofwespen sparen. De inzet is vooral geschikt tegen de vleugelloze jonge sprinkhanen. Predators als vogels en parasieten hebben maar een beperkt effect op de meer mobiele gevleugelde volwassen dieren. Het gebruik van grote netten, vlammenwerpers en zuiginstallaties is niet effectief gebleken.
Preventie

Wanneer van een locatie bekend is dat een zwerm er massaal eieren heeft afgezet, kan de grond worden behandeld voordat ze uitkomen.
Consumptie

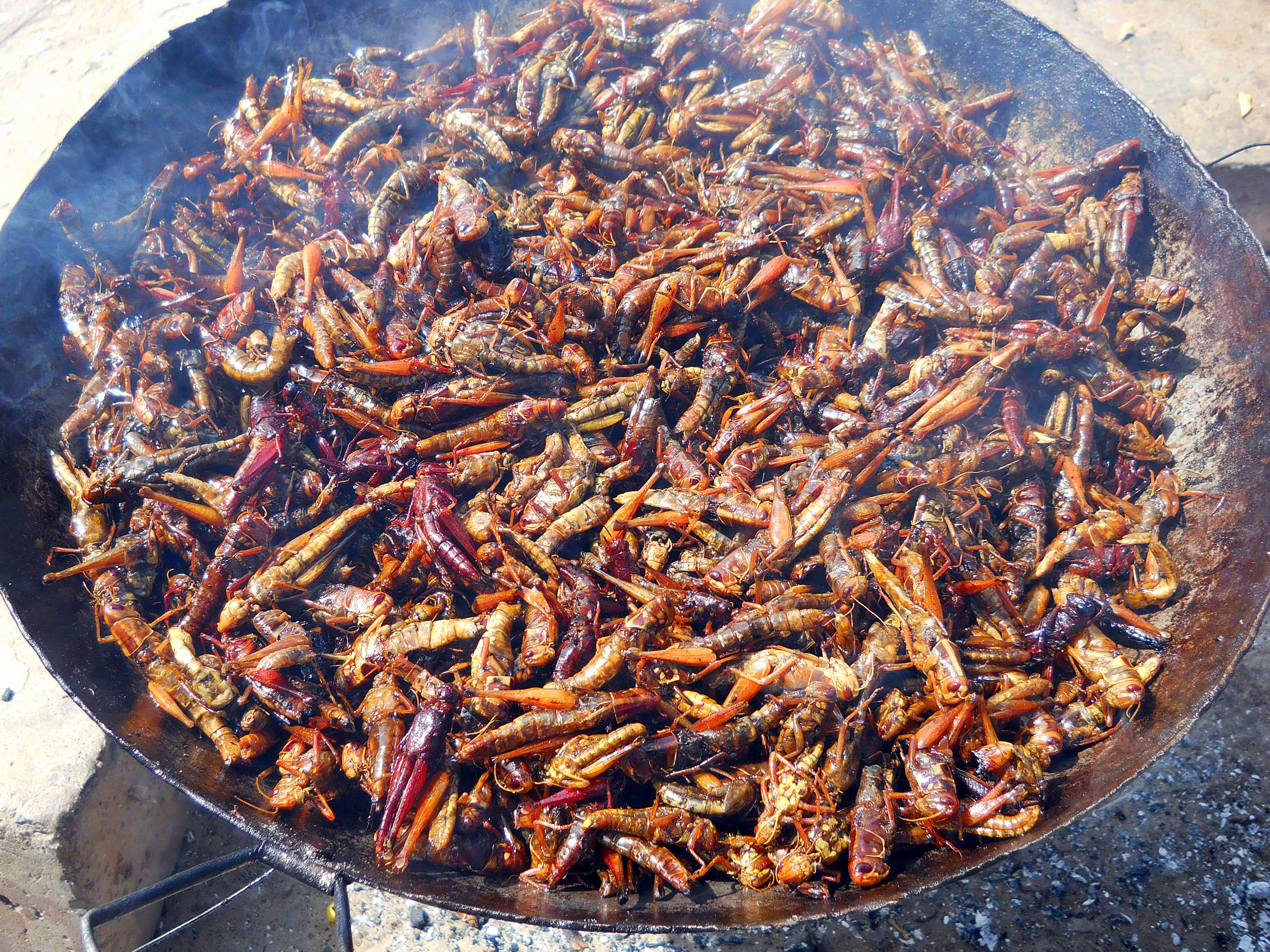
Tsjaadse gewokte sprinkhanen

Het vangen en opeten van de (onbespoten) sprinkhanen is een beperkte methode tot vermindering van de aantallen. Op die manier is er ten minste enige compensatie voor het verlies van oogsten. Daartoe moet om te beginnen de bevolking ervan bewust worden gemaakt, dat sprinkhanen een belangrijke bron van eiwitten en mineralen zijn. Daarnaast moeten technieken worden ontwikkeld om de insecten te vangen, te transporteren en te conserveren.
Hoewel sprinkhanen eetbaar zijn, kunnen zij door besproeien met bestrijdingsmiddelen voor consumptie ongeschikt worden. Ten slotte is het belangrijk om aandacht te besteden aan bereidingsmethoden en culinaire aspecten van deze snelle hap. Sprinkhanen kunnen worden gedroogd, gerookt of gebakken. De FAO heeft wat recepten verzameld op haar website.

## Soorten
Alleen de sprinkhaansoorten die zowel een solitaire als een sociale vorm kennen worden tot de treksprinkhanen gerekend. De Egyptische sprinkhaan (Anacridium aegyptium) is een zeer grote soort die goed kan vliegen. Hoewel deze sprinkhaan ook wordt aangeduid met treksprinkhaan vormt deze soort nooit zwermen en behoort niet tot de treksprinkhanen.
De woestijnsprinkhaan is de belangrijkste en meest schadelijke soort vanwege diens zeer wijde verspreiding en vermogen om zeer grote afstanden af te leggen. Daarnaast zijn er nog andere wijdverspreide soorten. De Rocky-Mountainsprinkhaan (Melanoplus spretus) in Noord-Amerika stierf uit tegen het einde van de 19de eeuw, waarschijnlijk omdat diens broedgebieden in cultuur gebracht werden.
In onderstaande tabel staan de negen soorten die volgens de FAO de belangrijkste veroorzakers zijn van sprinkhanenplagen. Voor een uitgebreidere lijst, zie de Lijst van treksprinkhanen.
| Onderfamilie        | Soort                                                         | Engelse naam              | Verspreiding                    | Afbeelding                |
| ------------------- | ------------------------------------------------------------- | ------------------------- | ------------------------------- | ------------------------- |
| Calliptaminae       | Rosevleugel (Calliptamus italicus)                            | Italian Locust            | Europa, Azië                    |                           |
| Cyrtacanthacridinae | Woestijnsprinkhaan (Schistocerca gregaria)                    | Desert Locust             | Afrika, Europa, Azië            |                           |
| Cyrtacanthacridinae | Rode treksprinkhaan (Nomadacris septemfasciata)               | Red Locust                | Oostelijk Afrika                |                           |
| Cyrtacanthacridinae | Nomadacris succincta                                          | Bombay Locust             | Zuid-Azië                       |                           |
| Cyrtacanthacridinae | Anacridium sp.                                                | Tree Locusts              | Afrika, Mid. Zee, Midden-Oosten | Niet nader gespecificeerd |
| Gomphocerinae       | Dociostaurus maroccanus                                       | Moroccan Locust           | Afrika, Azië                    |                           |
| Oedipodinae         | Chortoicetes terminifera                                      | Australian Plague Locust  | Australië                       |                           |
| Oedipodinae         | Aziatische treksprinkhaan (Locusta migratoria manilensis)     | Oriental Migratory Locust | Zuidoost-Azië                   |                           |
| Oedipodinae         | Afrikaanse treksprinkhaan (Locusta migratoria migratorioides) | African Migratory Locust  | Afrika                          |                           |
| Oedipodinae         | Locustana pardalina                                           | Brown Locust              | Zuidelijk Afrika                |                           |